# Blades of Steel
Blades of Steel, lançado mais tarde no Japão como Konamic Ice Hockey (コナミック アイスホッケー, Konamikku Aisu Hokkē), é um jogo de vídeo de hóquei no gelo, produzido pela Konami para máquinas de arcada nos Estados Unidos em 1987, e mais tarde adaptados para Family Computer Disk System e para Nintendo Entertainment System em 1988.
Blades of Steel teve uma boa recepção pelos críticos. O editor da Allgame, Skyler Miller, descreveu o jogo como "um dos jogos de desporto mais agradáveis da sua era".